# Радомля (река)
Радомля — река в городском округе Солнечногорск Московской области России, правый приток Клязьмы.
Протекает на водоразделе Истры и Клязьмы по старым еловым и смешанным лесам. Берёт начало к северу от деревни Лыткино. Течёт на восток, пересекает пути Большого кольца МЖД и Октябрьской железной дороги. Затем пересекает Ленинградское шоссе и впадает в Клязьму рядом с деревней Радумля. Длина реки составляет 12 км, площадь водосборного бассейна — 59,3 км².
Вдоль течения реки расположены населённые пункты Поваровка, Поварово, Липуниха, Радищево, Шишовка, Берсеневка и Радумля.
По данным Государственного водного реестра России, относится к Окскому бассейновому округу. Речной бассейн — Ока, речной подбассейн — бассейны притоков Оки от Мокши до впадения в Волгу, водохозяйственный участок — Клязьма от истока до Пироговского гидроузла.